# Предатель (фильм, 2008)
«Предатель» (англ. Traitor) — художественный фильм, драматический триллер режиссёра Джеффри Начманоффа. Слоган фильма The truth is complicated («Правда сложна»). Премьера состоялась 27 августа 2008 года (в России 27 ноября 2008 года). Рейтинг MPAA: детям до 13 лет просмотр не желателен.

## Сюжет
Агент ФБР Рой Клейтон ведёт расследование опасного международного заговора и обнаруживает, что все нити ведут к офицеру отдела Специальных Операций ЦРУ США Самиру Хорну. Мистическая фигура со связями в террористических организациях, Хорн умеет появляться как раз во время окончания основной операции. Разгадки ведут к побегу из тюрьмы в Йемене, взрыву бомбы в Ницце и налёту в Лондоне — всё это путает Роя Клейтона, задающегося вопросом — кто же такой Самир Хорн.

## В ролях
| Актёр         | Роль          |
| ------------- | ------------- |
| Дон Чидл      | Самир Хорн    |
| Гай Пирс      | Рой Клейтон   |
| Саид Тагмауи  | Омар          |
| Нил МакДонаф  | Макс Арчер    |
| Али Кхан      | Фарид         |
| Арчи Пенджаби | Сандра Доукин |
| Джефф Дэниэлс | Картер        |
| Можан Марно   | Лейла         |